# Mediji na Madžarskem
Mediji na Madžarskem vključujejo različne spletne, tiskane in oddajne formate, kot so radio, televizija, časopisi in revije.

## Svoboda tiska
Pod vodstvom premiera Viktorja Orbána je svoboda tiska upadala. Indeks svobode tiska Freedom House je leta 2010 uvrstil madžarske medije na 40. mesto na svetu. Do leta 2017 se je uvrstitev madžarskih medijev znižala na 87. mesto in Freedom House pravi, da so le »delno svobodni«.